# Cisi i gęgacze, czyli bal u prezydenta
Cisi i gęgacze, czyli bal u prezydenta, opera w trzech aktach z uwerturą i finałem – polska opera satyryczna wydana w roku 1964, autorstwa satyryka Janusza Szpotańskiego, będąca pamfletem przeciwko władzy Władysława Gomułki (I sekretarza KC PZPR). Przyczyną powstania utworu była dwudziesta rocznica powstania Polski Ludowej.
Utwór jest satyrą, ośmiesza i demaskuje system socjalistyczny w Polsce. Bohaterowie utworu aluzjami nawiązują do konkretnych osób. Władysław Gomułka został pokazany w operze jako „Gnom”, a „Gęgaczami” określono opozycjonistów tego czasu (gęgacze to działacze tzw. opozycji w latach sześćdziesiątych XX w., np. Ludwik Hass, Jan Józef Lipski, Paweł Jasienica, Jan Kott i Antoni Słonimski, bywalcy saloniku PIW przy ul. Foksal w Warszawie).
Poemat zyskał rozgłos. Podczas spotkań towarzyskich opera była powtarzana z ust do ust, spisywana i nagrywana. Dzięki szerokiemu rozgłosowi artykuł poświęcony sztuce ukazał się wychodzącym w Londynie polskim tygodniku Wiadomości.
Obok wyśmiania elity władzy Szpotański zakpił w sztuce z intelektualnej opozycji.
Za sprawą „Cichych i gęgaczy” 6 stycznia 1967 Szpotański został aresztowany. W 1968 roku został skazany na trzy lata pozbawienia wolności za sporządzanie i przekazywanie w celu rozpowszechniania opracowań szkodliwych dla interesów państwa. Obrońcami Szpotańskiego byli: Władysław Siła-Nowicki i Jan Olszewski. Szpotański wyszedł z więzienia w 1969 roku w wyniku amnestii. W więzieniu spędził 2,5 roku.
Podczas wiecu PZPR 19 marca 1968 roku Władysław Gomułka nazwał operę „reakcyjnym paszkwilem, ziejącym sadystycznym jadem nienawiści do naszej partii”, a jej autora „człowiekiem o moralności alfonsa”.